# Joan Botanch i Dausà
Joan Botanch i Dausà (Cassà de la Selva, 9 d'abril de 1923 - 28 d'octubre de 2017) fou un advocat i polític català.
Fill d'un industrial del suro vinculat al carlisme, estudià batxillerat a l'Institut de Girona i es llicencià en dret per lliure a la Universitat de Barcelona en 1944. Va treballar uns anys amb Josep Oriol Anguera de Sojo.
A les eleccions a les Corts Franquistes de 1971, recolzat pel Partit Carlí, va obtenir la representació pel terç familiar en contra de la candidatura oficial. Va ser un dels Procuradors en Corts que va votar a favor de la Llei per a la Reforma Política que va possibilitar la Transició Espanyola. A les eleccions generals espanyoles de 1979 fou elegit diputat per Centristes de Catalunya-UCD. Quan es va ensorrar la UCD es va afiliar al Partido Demócrata Popular, que es va presentar juntament amb Alianza Popular a les eleccions generals espanyoles de 1982 i fou elegit diputat per la província de Girona.